# Dániel Böde
Dániel Böde (hongarès: Böde Dániel)  (Szekszárd, 24 d'octubre de 1986) és un futbolista professional hongarès que juga com a davanter pel Ferencvárosi TC.
El 31 de maig de 2016 es va anunciar que el seleccionador Bernd Storck l'havia inclòs en l'equip definitiu d'Hongria per disputar l'Eurocopa 2016.